# 南魚沼市立大和中学校
南魚沼市立大和中学校（みなみうおぬましりつ やまとちゅうがっこう）は、新潟県南魚沼市浦佐にある市立中学校。

## 概要
1968年4月1日に開校。旧称は大和町立大和中学校。魚野川右岸、（旧）大和町の文教地区に位置し、校舎は浦佐小学校と隣り合っており、周辺には国際情報高校や国際大学、北里大学保健衛生専門学院などがある。全校生徒数348名（1年104名・2年122名・3年122名：2019年度）。

## 沿革
- 1947年5月1日 - 現在の場所に浦佐村立浦佐中学校が開校する。
- 1956年4月1日 - 南魚沼郡の東村・大崎村・藪神村が合併し、南魚沼郡 大和村が新設されたことに伴い、大和村立浦佐中学校と改称する。
- 1962年4月1日 - 大和村の町制施行に伴い、大和町立浦佐中学校と改称する。
- 1968年4月1日 - 大和町立中学校の4校と1分校を統合し、廃校となった浦佐中学校の跡地に大和中学校を新設し開校する。（これが大和中学校の始まりである）
- 1998年2月2日 - 全日本中学校スキー大会（於：鳴子）に於いて生徒が出場し回転部門で優勝する。
- 1998年3月12日 - 第30回卒業証書授与が挙行される。
- 1999年7月21日 - 自転車小屋の改修工事が完了する。
- 2001年11月13日 - 文部科学省の指定体育スポーツ推進研究発表会が挙行される。
- 2004年11月1日 - 隣接する六日町と設置者の大和町との合併（市制施行）により、南魚沼市立大和中学校と改称し、現住所となる。
- 2006年12月25日 - 2007年2月28日 - 体育館の耐震化工事が開始される。
- 2007年11月25日 - 創立40周年を迎え記念式典が挙行される。
- 2009年3月19日 - 2009年11月13日 - 校舎棟の耐震補強工事が開始される。
- 2009年12月 - 体育館屋根のふき替え工事が施工される。
- 2010年8月 - 浦佐認定子ども園建設のため旧寄宿舎「八海寮」を解体する。
- 2011年2月7日 - 10日 - 全国中学校スキー大会（於：猪苗代）に於いて女子生徒が女子アルペンに出場する。
- 2012年2月1日 - 4日 - 全国中学校スキー大会（於：音威子府）に於いて男子生徒が男子クラシカルに出場する。
- 2013年2月2日 - 5日 - 全国中学校スキー大会（於：南砺）に於いて女子生徒が女子クラシカル・フリー・リレーに出場する。
- 2014年6月 - プール耐水シートの張替え工事を実施する。
- 2014年7月 - 普通教室に扇風機を設置する。
- 2016年2月 - 全国中学校スキー大会（於：富良野）に於いてアルペンに生徒が出場し回転部門で10位に入る。また、男子生徒が回転・大回転に出場する。
- 2016年5 - 9月 - 武道場の吊り天井を改修する。
- 2016年8月 - 全国中学校柔道大会（於：新潟）に於いて女子生徒が階級別女子個人戦に出場する。
- 2017年8月 - 全国中学校陸上競技大会（於：熊本）に於いて男子生徒2名が400ｍに出場する。また、全国中学校水泳大会（於：鹿児島）に於いて生徒が400ｍ自由形に出場する。
- 2017年8月22日 - 生徒用机をすべて新規格に更新する。
- 2017年10月29日 - 創立周年記念合唱祭を挙行する。
- 2017年11月11日 - 創立50周年を迎え、記念式典と記念祝賀会を挙行する。講演の講師は新潟県知事（当時）の米山隆一[1]。
- 2020年 - 野球部の全国大会の出場決定。しかし、新型コロナウイルスのため大会は中止。

## 交通・アクセス方法
- JR東日本（上越線・上越新幹線）浦佐駅（東口）より浦佐大橋を渡り約1.2 km（徒歩：約15分）
- 南越後観光バス・浦佐駅東口バス停より浦佐大橋を渡り（約1.2 km）徒歩：約15分

## 周辺施設
- 医療機関
  - 南魚沼市立ゆきぐに大和病院
  - 新潟大学地域教育医療センター魚沼基幹病院
- 教育機関
  - 南魚沼市立浦佐小学校
  - 新潟県立国際情報高校（KJ）
  - 国際大学（IUJ）
  - 北里大学保健衛生専門学院
- 交通機関
  - JR浦佐駅
- 大型施設
  - 奥只見レクリェーション都市公園 八色の森公園

## ギャラリー

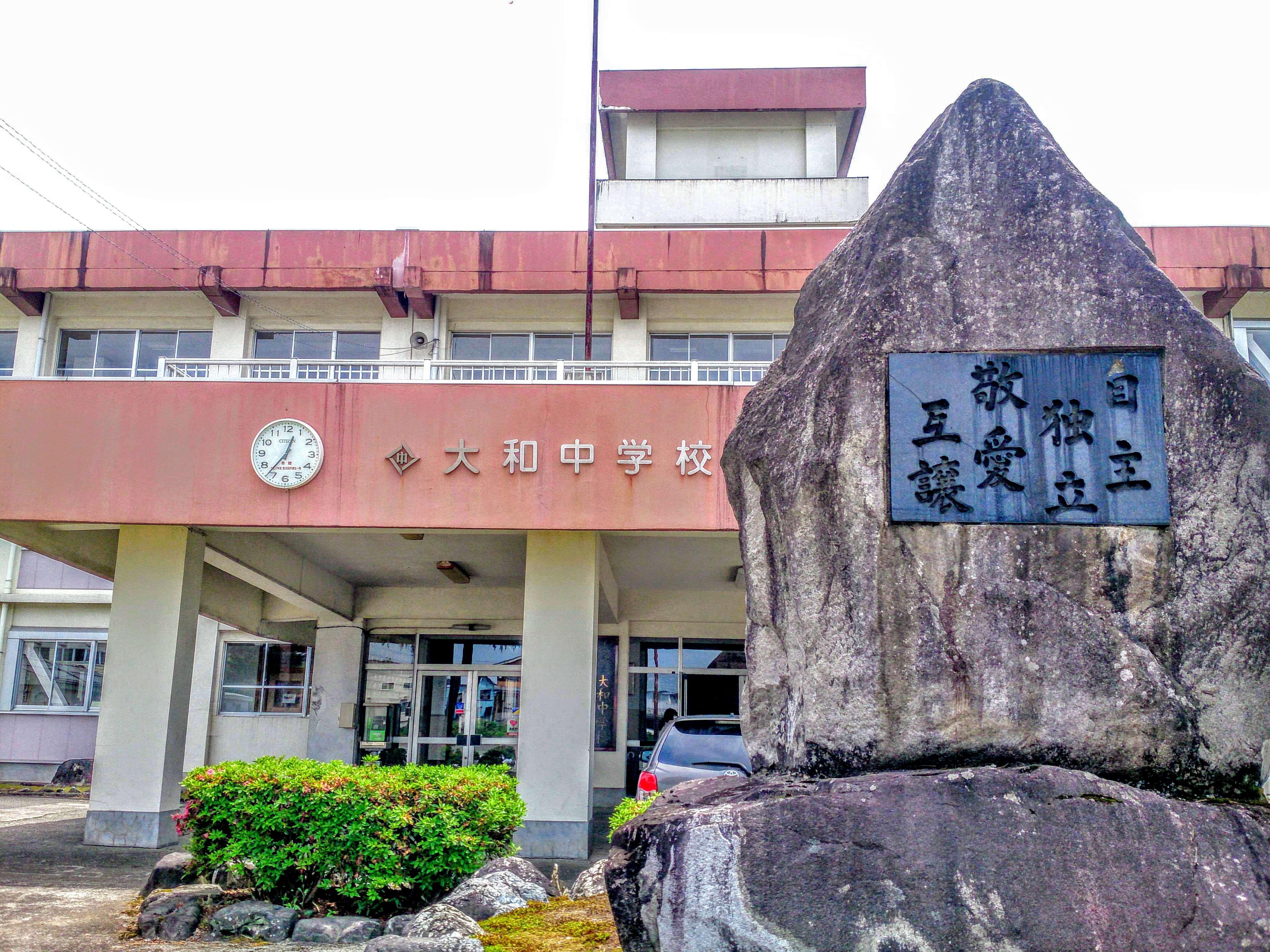
正面玄関
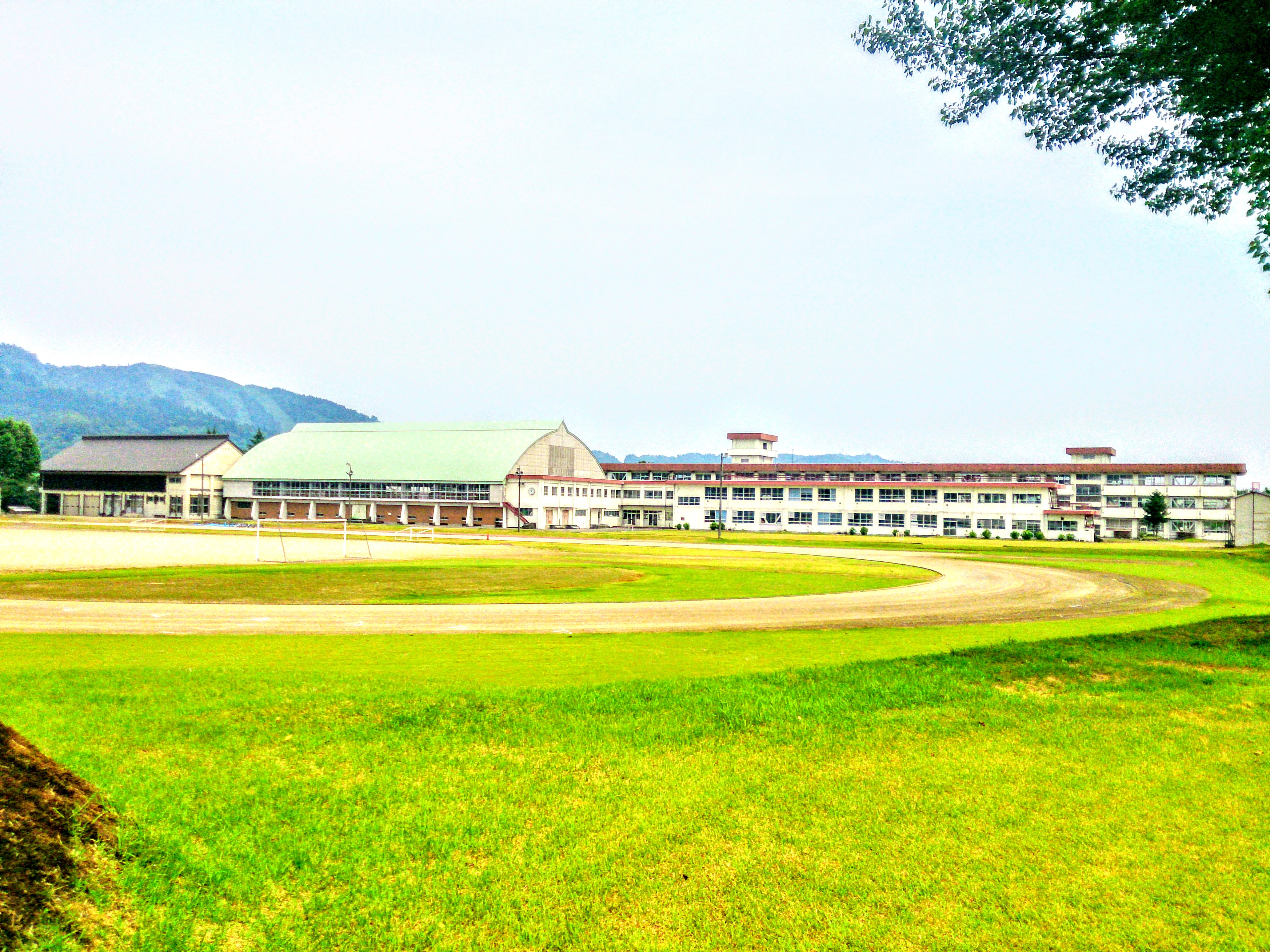
左から武道場・体育館・教室棟
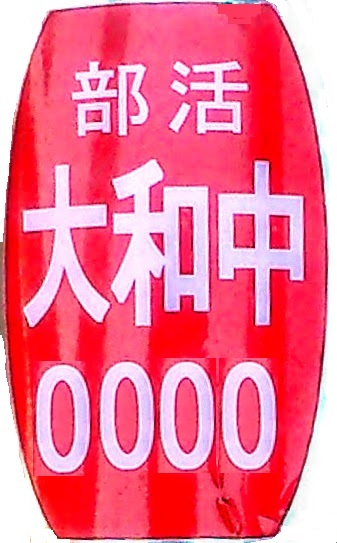
部活動に所属しており自転車で通学する生徒に提供されるステッカー

## 著名な出身者
大和町立大和中学校時代に在学
- 井口成人（声優）
- 黒岩宇洋（政治家・元：参議院議員）